# Jackie Cooper

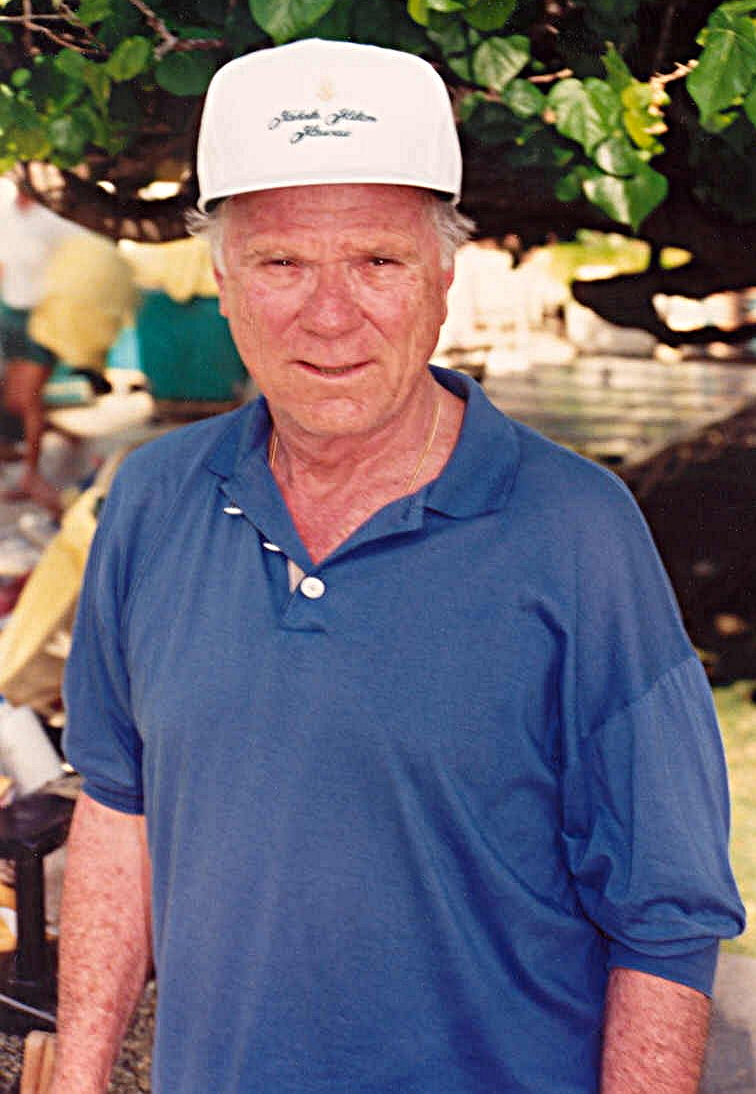
Jackie Cooper (1989)

Jackie Cooper (* 15. September 1922 in Los Angeles, Kalifornien; † 3. Mai 2011 in Beverly Hills, Los Angeles County) war ein US-amerikanischer Schauspieler und Regisseur. Als Kinderdarsteller erhielt er mit neun Jahren für den Film Skippy (1931) eine Oscar-Nominierung als Bester Darsteller. Im Erwachsenenalter führte er bei zahlreichen Fernsehproduktionen Regie und spielte die Rolle des Perry White in den Superman-Filmen.

## Leben und Wirken
Jackie Cooper wurde unter dem Namen John Cooper Jr. als Sohn der italienisch-amerikanischen Pianistin Mabel Leonard Bigelow geboren. Sein Vater John Cooper Sr. verließ die Familie, als er gerade zwei Jahre alt war. Als Neffe des Filmregisseurs Norman Taurog hatte er gute Kontakte zur Filmindustrie und drehte bereits im frühen Kindesalter seine ersten Filme. Aufmerksamkeit erreichte Cooper erstmals 1929 durch seine Auftritte in den Kurzfilm-Komödien der Kleinen Strolche von Komödienproduzent Hal Roach. Bei den Kleinen Strolchen wurde er durch seine energischen Auftritte schnell zu einem der führenden Darsteller. So spielte er in Teacher’s Pet (1930) einen Schüler, der in seine neue Lehrerin verliebt ist. Teacher’s Pet brachte ihm die Aufmerksamkeit der Produzenten von MGM ein, die ihn von Roach verpflichteten und im Kinderfilm Skippy (1931) als Hauptdarsteller einsetzten. Die Dreharbeiten von Skippy verliefen jedoch nicht besonders harmonisch: Der Regisseur von Skippy, sein Onkel Norman Taurog, brachte Cooper für eine Szene zum Weinen, indem er ihm vorgaukelte, seinen Hund zu erschießen. Coopers Tränen im Film waren daher echt. Seine 1982 erschienene Autobiografie nannte er in Anbetracht dieses Vorfalls auch Please Don’t Shoot My Dog.
Durch Skippy war Cooper für fast 50 Jahre der jüngste Kinderdarsteller, der je für einen Oscar nominiert wurde. Dieser Rekord sollte erst 1980 durch den acht Jahre alten Justin Henry (Kramer gegen Kramer) unterboten werden. Allerdings wurde Justin Henry für die beste Nebenrolle nominiert und Cooper als bester Hauptdarsteller. In der Folgezeit gehörte Cooper zu den größten Kinderstars in Hollywood. Jackie Cooper spielte in zahlreichen Filmen der 1930er-Jahre Hauptrollen, wobei seine Figuren meist selbstbewusst und raufwütig, aber gleichzeitig rührend waren. Das brachte ihm den Spitznamen America’s Boy ein. Mit Filmstar Wallace Beery drehte Cooper die vier Filme Der Champ (1931), The Bowery (1933), Die Schatzinsel (1934) und O’Shaughnessy’s Boy (1935). Im jugendlichen Alter spielte er unter anderem ein Bandenmitglied in Fritz Langs Western Rache für Jesse James (1940) und trat neben Judy Garland und James Stewart in Mädchen im Rampenlicht (1941) auf.
Nach seinem Einsatz im Zweiten Weltkrieg erhielt er lange Zeit nur noch Angebote für B-Filmproduktionen. Ab den 1950er-Jahren konnte er als Hauptdarsteller von Fernseh-Sitcoms wie The People’s Choice und Hennesey wieder kleinere Erfolge feiern. Er hatte auch Gastrollen in zahlreichen Fernsehserien, etwa als mordender Politiker in einer Episode der Krimiserie Columbo. Erst 1978 kehrte Cooper in einer größeren Hollywood-Produktion auf die Leinwand zurück, als er die Rolle des Chefredakteurs Perry White in den vier Superman-Filmen mit Christopher Reeve übernahm. Seit Anfang der 1960er Jahre begann er – neben der Schauspielerei – gleichzeitig als Produzent und Regisseur für Fernsehserien zu arbeiten. Insbesondere in den 1970er- und 1980er-Jahren arbeitete er als Regisseur für Erfolgsserien wie M*A*S*H und Detektiv Rockford – Anruf genügt. Er erhielt 1974 sowie 1979 jeweils einen Emmy Award als Bester Regisseur einer Fernsehserie. Ende der 1980er-Jahre zog Cooper sich von der Unterhaltungsindustrie zurück.
Nach zwei geschiedenen Ehen war Cooper von 1954 bis zu ihrem Tod 2009 in dritter Ehe mit Barbara Rae Kraus verheiratet. Er hatte vier Kinder. Anfang Mai 2011 verstarb er im Alter von 88 Jahren nach kurzer Krankheit in einem Krankenhaus in Beverly Hills. Ihm ist ein Stern auf dem Hollywood Walk of Fame gewidmet.

## Filmografie (Auswahl)

### Als Schauspieler
- 1929: Fox Movietone Follies of 1929
- 1929–1931: Die kleinen Strolche (18 Kurzfilme)
  - Boxing Gloves (1929)
  - Bouncing Babies (1929)
  - Shivering Shakespeare (1930)
  - The First Seven Years (1930)
  - Pups Is Pups (1930)
  - Teacher’s Pet (1930)
  - When the Wind Blows (1930)
  - School’s Out (1930)
  - Helping Grandma (1931)
- 1931: Skippy
- 1931: Der Champ (The Champ)
- 1931: Sooky (Fortsetzung von Skippy)
- 1932: Divorce in the Family
- 1933: Broadway to Hollywood
- 1933: The Bowery
- 1934: Die Schatzinsel (Treasure Island)
- 1935: Dinky
- 1936: The Devil Is a Sissy
- 1938: White Banners
- 1938: That Certain Age
- 1939: Scouts to the Rescue
- 1939: The Spirit of Culver
- 1939: Streets of New York
- 1939: What a Life
- 1939: The Big Guy
- 1940: Rache für Jesse James (The Return of Frank James)
- 1941: Mädchen im Rampenlicht (Ziegfeld Girl)
- 1942: Die Flotte bricht durch (The Navy Comes Through)
- 1943: Where Are Your Children?
- 1947: Kilroy Was Here
- 1952–1956: Robert Montgomery Presents (Fernsehserie, 7 Folgen)
- 1955–1958: The People’s Choice (Fernsehserie, 104 Folgen)
- 1959–1962: Hennesey (Fernsehserie, 95 Folgen)
- 1964: Twilight Zone (Fernsehserie, eine Folge)
- 1971: Die Liebesmaschine (The Love Machine)
- 1972: Hawaii 5-0 Episode als Dr. Southmore
- 1973: Columbo: Stirb für mich (Candidate for Crime, Fernsehreihe)
- 1974: Kojak – Einsatz in Manhattan (Fernsehserie, eine Folge)
- 1975–1976: Mobile One (Fernsehserie, 13 Folgen)
- 1975/1978: Detektiv Rockford – Anruf genügt (Fernsehserie, zwei Folgen)
- 1978: Superman
- 1980: Superman II – Allein gegen alle (Superman II)
- 1983: Superman III – Der stählerne Blitz (Superman III)
- 1986: Mord ist ihr Hobby (Fernsehserie, zwei Folgen)
- 1987: Superman IV – Die Welt am Abgrund (Superman IV: The Quest for Peace)
- 1987: Nicht jetzt, Liebling (Surrender)

### Als Regisseur
- 1956–1958: The People’s Choice (Fernsehserie, 18 Folgen)
- 1961–1962: Hennesey (Fernsehserie, fünf Folgen)
- 1973–1974: M*A*S*H (Fernsehserie, 13 Folgen)
- 1975–1976: Detektiv Rockford – Anruf genügt (Fernsehserie, fünf Folgen)
- 1976–1977: Pazifikgeschwader 214 (Baa Baa Black Sheep; Fernsehserie, fünf Folgen)
- 1977: Quincy (Fernsehserie, drei Folgen)
- 1978: Judy Garland – Lehrjahre eines Hollywood-Stars (Rainbow)
- 1981: Leave 'em Laughing (Fernsehfilm)
- 1984: Rettet den Weihnachtsmann (The Night They Saved Christmas; Fernsehfilm)
- 1987: Magnum (Fernsehserie, zwei Folgen)
- 1988–1989: Simon & Simon (Fernsehserie, zwei Folgen)

## Autobiografie
- Please Don’t Shoot My Dog. The Autobiography of Jackie Cooper, New York: Penguin Putnam 1982 – ISBN 0-425-07483-8.